# Михайловский (Саратовская область)
Михайловский — посёлок в Саратовской области России.
Административный центр муниципального образования посёлок Михайловский со статусом городского округа, которое он образует вместе с нежилым посёлком Новооктябрьский (с 2003 до 2018 гг. городской округ имел статус закрытого административно-территориального образования).
С 1 января 2022 года совместно с посёлком Новооктябрьским наделён статусом административного округа.

## География
Расположен в центральной части Саратовского Заволжья вблизи от рабочего посёлка Горный, центра Краснопартизанского района, территорией которого посёлок Михайловский со всех сторон и окружён.
Посёлки Михайловский и Новооктябрьский, входящие в городской округ, расположены друг от друга на расстоянии 15 км.

## История

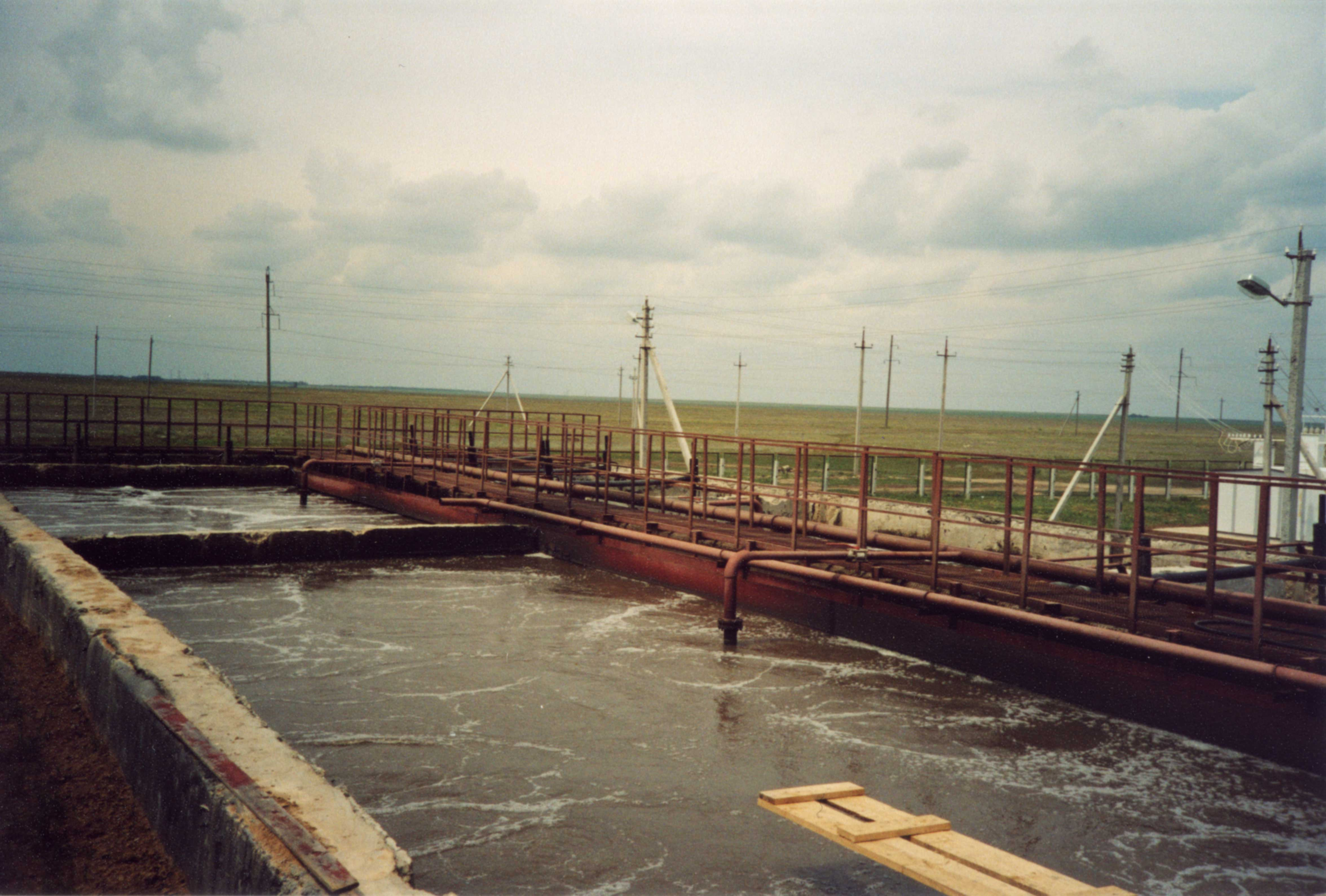
Аэротенк с активным илом на объекте по уничтожению химического оружия.

Находится в месте дислокации воинской части, хранившей химическое оружие (иприт, люизит, их смеси) с августа 1942 года. 
Указом Президента Российской Федерации от 13 ноября 2003 года № 1347 было образовано закрытое административно-территориальное образование посёлок Михайловский из вновь построенных посёлков Новооктябрьский и Михайловский в целях создания надёжной защитной зоны для безопасного функционирования объекта по уничтожению запасов отравляющих веществ, обеспечения требуемого режима его работы и экологической безопасности. В рамках организации местного самоуправления к 1 января 2006 года было сформированное одноимённое муниципальное образование ЗАТО Михайловский со статусом городского округа.
19 декабря 2002 года было начато промышленное уничтожение химического оружия, к 25 декабря 2005 года были уничтожены все отравляющие вещества (иприт, люизит, двойные и тройные смеси).
В рамках программы по уничтожению химического оружия были возведены следующие объекты социальной сферы: посёлок для врачей и учителей, ветеранов войны и труда, включающий 77 двух- и одноквартирных домов, 6 многоквартирных жилых домов для жителей посёлка, поликлинический консультативно-диагностический центр. Завершена реконструкция центральной районной больницы. Ведётся строительство дома культуры и кино.
Указом Президента России от 13 октября 2018 года № 587 закрытое административно-территориальное образование (посёлок Михайловский Саратовской области)  1 января 2019 года было упразднено.
Правопреемником упразднённого ЗАТО стало муниципальное образование посёлок Михайловский со статусом городского округа.

## Население
| 2009  | 2010  | 2012  | 2013  | 2014  | 2015  | 2016  |
| ----- | ----- | ----- | ----- | ----- | ----- | ----- |
| 2902  | ↘2328 | ↗2576 | ↗2616 | ↗2677 | ↘2602 | ↘2584 |
| 2017  | 2018  | 2019  | 2020  | 2021  |       |       |
| ↗2645 | ↘2595 | ↗2614 | ↘2549 | ↘2439 |       |       |